# Hikari (Shinkansen)

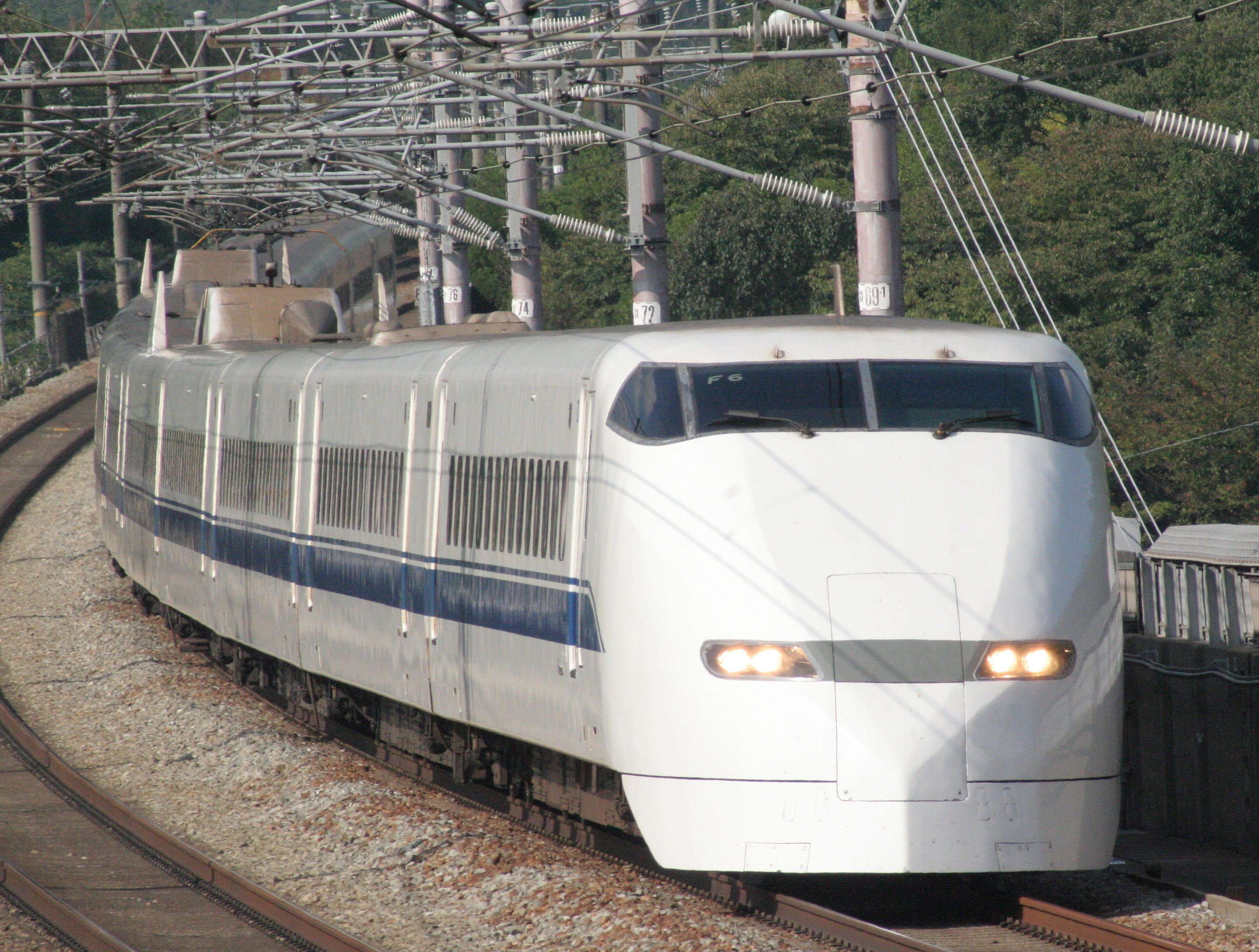
Un Shinkansen série 300 en Hikari entre Okayama et Aioi, le 8 octobre 2009

Le Hikari (ひかり) est le nom d'un service de train à grande vitesse japonais du réseau Shinkansen développé par la JR Central sur la ligne Tōkaidō et par la JR West sur la ligne Sanyō. Plus lent que le Nozomi mais plus rapide que le Kodama, il dessert plus de destinations que le premier (qui ne s'arrête que dans les plus grandes villes) mais moins que le second (qui s'arrête dans de nombreuses municipalités plus modestes). 
Son nom signifie « lumière, rayon, éclair » en japonais, reprenant celui d'un service express qui circulait sur Kyūshū entre Fukuoka (Gare de Hakata) et Beppu (préfecture d'Ōita) entre 1958 et 1964. Un train express construit par le Japon entre 1931 et 1945 entre Pusan (Corée colonisée) et Changchun (Mandchoukouo) était également appelé Hikari. 
Il utilise des Shinkansen série 300, 700 et N700, généralement à 16 voitures dont 3 de « Classes vertes » (première classe, toujours les voitures 8, 9 et 10) et 5 sur réservation (les 6, 7, 11, 12 et 13). Les 300 et 700 comportent 4 voitures fumeurs (3, 10, 15 et 16), et les N700 sont globalement non-fumeurs et n'offrent que quelques compartiments fumeurs aux voitures 3, 7, 10 et 15. Les Hikari ne circulant que sur la ligne Sanyō (Hikari Rail Star) sont légèrement différents puisqu'ils n'utilisent que des Shinkansen série 700 de huit voitures, sans « voiture verte » et seulement deux voitures fumeurs (les 2 et 6). 
Il comprend aujourd'hui 117 rotations, numérotés entre 460 et 589 (460-487, 490-491, 493, 495, 500-534 et 540-589). 

## Les trains communs aux deux lignes

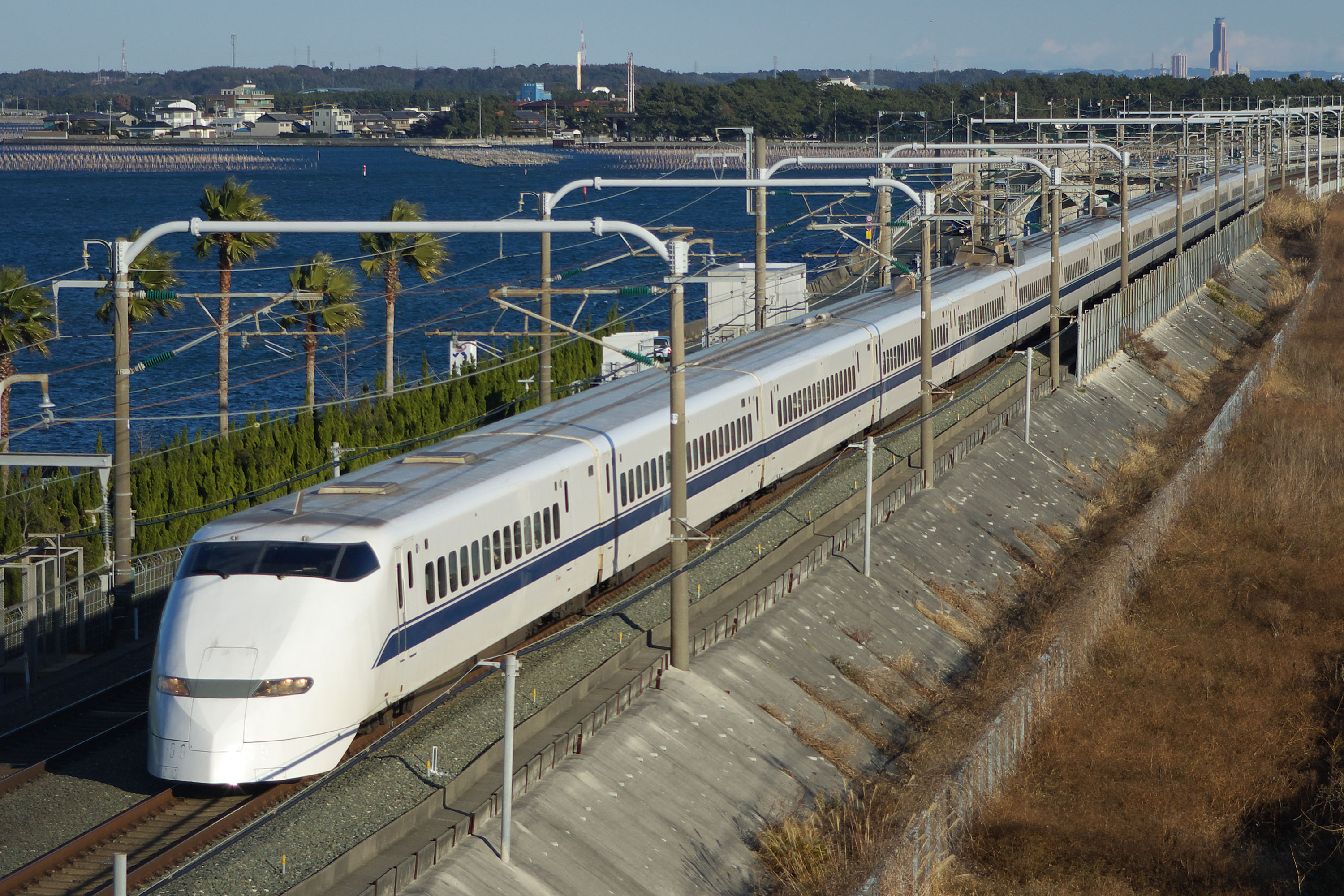
Hikari de la JR Central, le 2 janvier 2008

32 rotations sont faites entre des gares à la fois du Tōkaidō et Sanyō :
- les 460-461 et 463-486 entre Tokyo (Gare de Tokyo) et Okayama :
  - tous s'arrêtent dans au moins 9 gares intermédiaires (Shinagawa, Shin-Yokohama, Nagoya et Kyoto pour la ligne Tōkaidō, Shin-Osaka pour la jonction entre les deux lignes, Shin-Kōbe, Nishi-Akashi, Himeji et Aioi sur la ligne Sanyō),
  - toutes sauf la 460 s'arrêtent aussi à Shizuoka et Hamamatsu,
  - elles desservent parfois Mishima,
  - plus rarement les gares de Odawara, Atami et Toyohashi,
  - seules les 460 et 485 s'arrêtent à Gifu-Hashima et Maibara.
- le 462 va de Tokyo (Gare de Tokyo) à Mihara (préfecture de Hiroshima), et dessert lui aussi les mêmes 10 gares intermédiaires communes aux 26 lignes précédentes auxquelles s'ajoutent Gifu-Hashima et Maibara sur la ligne Tōkaidō, et Shin-Kurashiki, Fukuyama et Shin-Onomichi sur la ligne Sanyō.
- le 487 entre Tokyo (Gare de Tokyo) et Himeji (préfecture de Hyōgo) : elle dessert les 7 gares intermédiaires où s'arrêtent également tous les trains 460-462 et 463-486, ainsi que Shizuoka, Hamamatsu, Gifu-Hashima et Maibara.
- les 490-491 entre Nagoya (Gare de Nagoya, préfecture d'Aichi) et Hiroshima avec 8 gares intermédiaires (Gifu-Hashima, Maibara et Kyoto sur la ligne Tōkaidō, Shin-Osaka pour la jonction entre les deux lignes, Shin-Kōbe, Himeji et Fukuyama sur la ligne Sanyō).
- le 493 entre Yokohama (Shin-Yokohama) et Hiroshima, avec 10 gares intermédiaires communes à tous les trains 461 et 463-486 entre Shizuoka et Okayama, à quoi s'ajoute uniquement la Gare de Fukuyama sur la ligne Sanyō.
- le 495 entre Nagoya (Gare de Nagoya, préfecture d'Aichi) et Hiroshima avec 9 gares intermédiaires dont les mêmes que les 490-491 (à l'exception de la Gare de Fukuyama) plus celles de Nishi-Akashi et Aioi sur la ligne Sanyō.

## Uniquement sur le Tōkaidō
35 Hikari ne circulent que sur le Tōkaidō
- les 500, 502, 531 et 533 entre Tōkyō (Gare de Tokyo) et Nagoya (Gare de Nagoya, préfecture d'Aichi) avec 5 gares intermédiaires (Shinagawa, Shin-Yokohama, Shizuoka, Hamamatsu et Toyohashi).
- les 501, 503-530, 532 et 534 uniquement sur la ligne Tōkaidō entre Tokyo (Gare de Tokyo) et Osaka (Gare de Shin-Osaka) avec au maximum 11 gares intermédiaires dont :
  - 4 auxquelles tous les trains s'arrêtent (Shinagawa, Shin-Yokohama, Nagoya et Kyoto),
  - 2 où pratiquement tous s'arrêtent (Gifu-Hashima et Maibara),
  - 2 desservies par quelques trains (Odawara et Toyohashi),
  - 3 où seuls quelques trains s'arrêtent (Mishima, Shizuoka et Hamamatsu).

## Uniquement sur la Sanyō

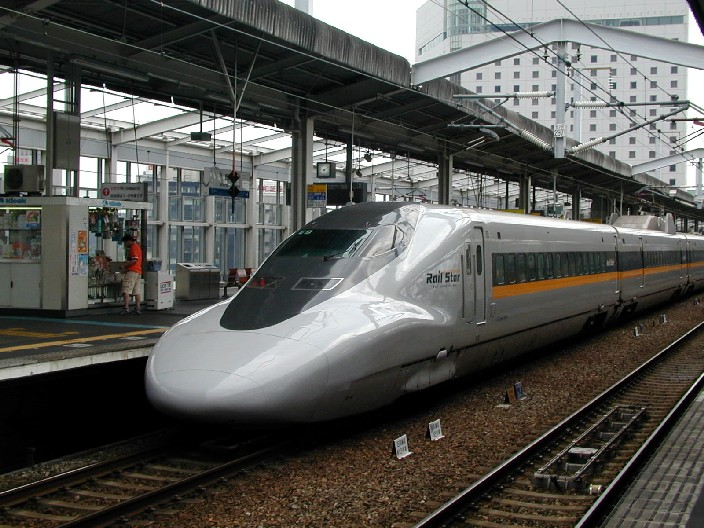
Hikari Rail Star le 3 février 2005

50 Hikari, numérotés de 540 à 589, ont été développés uniquement par la JR West depuis le 11 mars 2000 sur la ligne Sanyō entre Osaka (Gare de Shin-Osaka) et Fukuoka (Gare de Hakata), sous le nom et le label particulier Hikari Rail Star. Ils n'utilisent que des Shinkansen série 700 avec un décor spécifique et légèrement différents que les trains standards : plus courts (8 voitures) et sans « voiture verte » (la première classe des Shinkansen, mais avec au moins une voiture à compartiment de 4 sièges, ou avec des voitures aux sièges réservés disposés de manière plus espacée, soit 2+2, que ceux des classes non-réservées, répartis en 3+2), ils visent à augmenter la fréquence de circulation et offrir ainsi plus de cadencement pour faire face à la concurrence des lignes aériennes entre Osaka et Fukuoka. Tous également, sauf le 540 et 543, comportent un « Silence Car », soit une voiture sans annonces du conducteur au passager pour créer une atmosphère plus paisible. 
- le 540 circule entre Hiroshima et Osaka (Gare de Shin-Osaka), uniquement dans ce sens, n'a pas de Silence Car et n'a qu'une seule voiture (la dernière, celle à compartiments) offrant des sièges sur réservation. Le 589 assure le service dans l'autre sens. Ces deux trains desservent 8 gares intermédiaires (Shin-Kōbe, Himeji, Okayama, Shin-Kurashiki, Fukuyama, Shin-Onomichi, Mihara et Higashi-Hiroshima),
- les 541-588 font l'ensemble du tronçon, avec 9 gares intermédiaires dont 4 tout le temps desservies (Shin-Kōbe, Okayama, Hiroshima et Kokura), 3 pratiquement tout le temps (Himeji, Gare de Fukuyama et Shin-Yamaguchi), 1 que quelquefois (Tokuyama) et 1 très rarement (Shin-Shimonoseki).

La JR West affrète également sur la ligne Sanyō un autre type de Hikari particulier, appelé « Family Hikari ». Apparu pour la première fois pendant l'été 1995, il s'agit d'un service spécifique aux périodes de vacance. Il utilise des Shinkansen série 0 (les derniers de ce type à circuler) particuliers (appelés R2 ou R24) de 6 voitures, où tous les sièges sont réservés et qui comporte une aire de jeu pour les enfants dans la voiture 3.

## LesHikaridisparus

### West Hikari
Le West Hikari était le premier nom donné aux Hikari ne circulant que sur la ligne Sanyō, entre 1988 et 2000, et aujourd'hui remplacés par les Rail Star. Il utilisait des Shinkansen série 0, d'abord à 6 voitures entre 1988 et 1989 puis, à partir de 1989, à douze voitures de type SK. Ce service a été totalement abandonné le 21 avril 2000.

### Grand Hikari

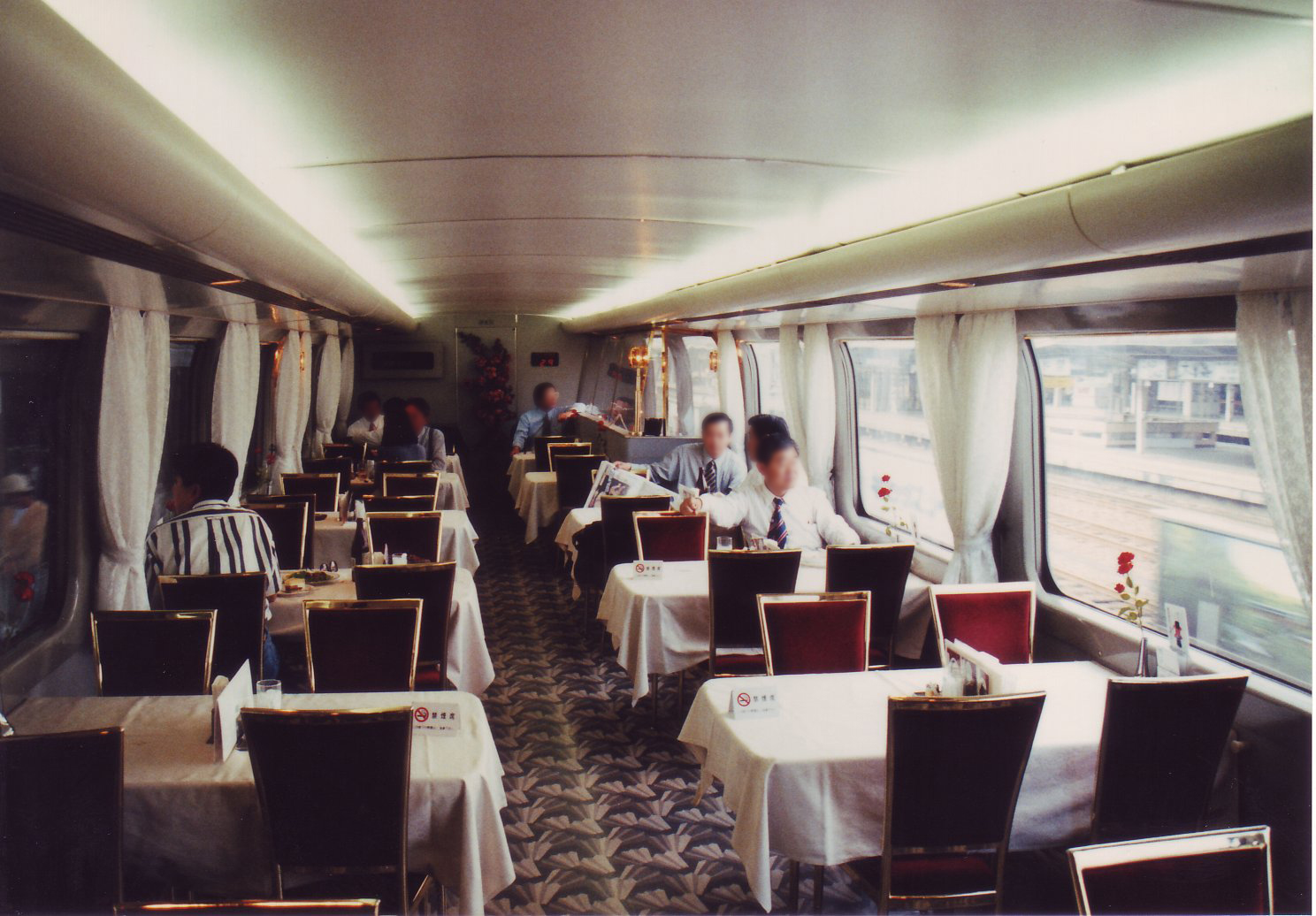
Voiture-restaurant sur un Grand Hikari le 14 juillet 1999

Le Grand Hikari était le premier type de Hikari à circuler sur la totalité du parcours entre Tokyo et Fukuoka, à partir du 11 mars 1989. Il utilisait initialement des Shinkansen série 100 V de la JR West à 16 véhicules, dont 4 duplex au centre comprenant une voiture-restaurant, et circulait à une vitesse commerciale légèrement supérieure à celle des autres Hikari (soit 230 km/h sur la ligne Sanyō, contre 220 km/h pour les Hikari standards), préfigurant ainsi les futurs Nozomi. Le 11 mars 2000, des voitures-restaurants ont été installées dans tous les Grand Hikari tandis que le nombre de rotation de ce type est réduit, pour n'être limité qu'à la c en mai 2002. Enfin, le dernier Grand Hikari a circulé en novembre 2002.

### Sayōnara Hikari

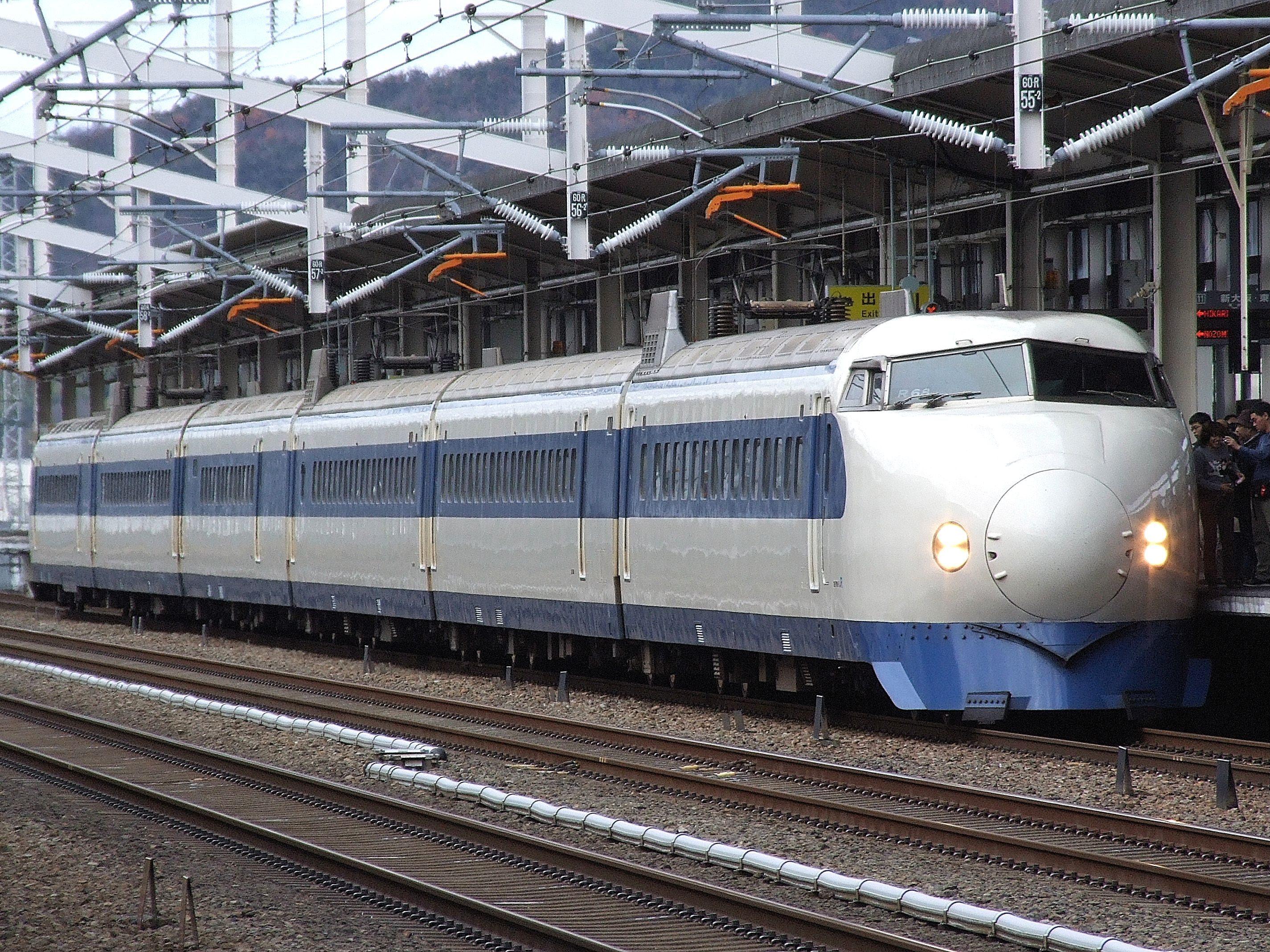
Shinkansen 0 Sayonara Hikari à la gare de Himeji le 14 décembre 2008

Pour marquer le retrait des modèles des séries 0, les plus anciens Shinkansen du Japon, les lignes Sanyō et Tōkaidō en ont affrété un certain nombre, à six voitures chacun, en service Hikari les 6, 13 et 14 décembre 2008, afin de dire « au revoir » aux usagers, d'où leur nom de Sayōnara Hikari.

## Services

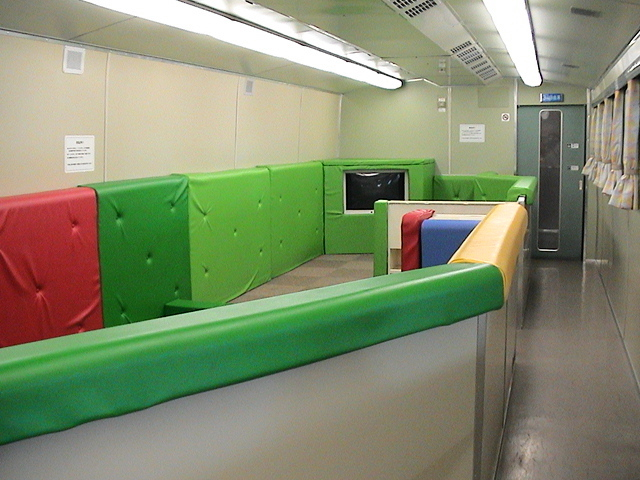
Aire de jeu sur Family Hikari le 16 décembre 2003

- Japan Rail Pass : titre de transport réservé aux touristes car ne pouvant être acheté que depuis l'étranger et permettant de circuler en train à travers le Japon sur la quasi-totalité des lignes offertes par les compagnies de la JR durant 1 à 3 semaines. Le Hikari est alors le train japonais le plus rapide à bénéficier de ce service puis que le JR Pass ne permet pas d'accéder au Nozomi.
- Green car : la première classe présente sur tous les Hikari sauf les Rail Star.
- Silence car : voiture sans bruit, et donc sans annonce des conducteurs ou des contrôleurs, pour permettre le repos des passagers, uniquement sur réservation et présent sur la plupart des Hikari Rail Star de la ligne Sanyō.
- Aire de jeu pour enfants : dans la voiture trois des Family Hikari de la ligne Sanyō.